# كأس البرتغال 2013–14
كأس البرتغال 2013–14 (بالبرتغالية: Taça de Portugal de 2013–14‏) هو الموسم 74 من كأس البرتغال. أقيم خلال الفترة 1 سبتمبر 2013 وحتى 18 مايو 2014، وأشرف على تنظيمه اتحاد البرتغال لكرة القدم، وكان عدد الأندية المشاركة فيه 156، وفاز فيه .